# Chaetocarpus
Chaetocarpus là một chi thực vật có hoa trong họ Peraceae, trước đây xếp trong họ Euphorbiaceae, lần đầu tiên mô tả năm 1854.
Các loài Chaetocarpus là cây gỗ và cây bụi. Chúng là bản dịa khu vực châu Mỹ, châu Phi, và châu Á. Một số loài hiện tại được đánh giá là nguy cấp.

## Các loài
Chi Chaetocarpus gồm các loài:
1. Chaetocarpus acutifolius (Britton & P.Wilson) Borhidi, 1979 - Sierra de Moa ở Cuba
2. Chaetocarpus africanus Pax, 1894 - Trung châu Phi
3. Chaetocarpus castanocarpus (Roxb.) Thwaites, 1861 - Đông Nam Á, Vân Nam, Assam, Bangladesh, Sri Lanka
4. Chaetocarpus cordifolius (Urb.) Borhidi, 1979 - Cuba, Hispaniola, Jamaica
5. Chaetocarpus coriaceus Thwaites, 1861 - Sri Lanka
6. Chaetocarpus cubensis Fawc. & Rendle, 1919 - Cuba
7. Chaetocarpus echinocarpus (Baill.) Ducke, 1939 - Bolivia, Brasil
8. Chaetocarpus ferrugineus Philcox, 1995 - Sri Lanka
9. Chaetocarpus gabonensis Breteler, 2002 - Gabon
10. Chaetocarpus globosus (Sw.) Fawc. & Rendle, 1919 - Jamaica, Cuba, CH Dominica.
11. Chaetocarpus myrsinites Baill., 1873 - Bolivia, Brasil
12. Chaetocarpus parvifolius Borhidi, 1983 - Cuba
13. Chaetocarpus pearcei Rusby, 1912 - Bolivia
14. Chaetocarpus pubescens (Thwaites) Hook.f., 1887 - Sri Lanka
15. Chaetocarpus rabaraba Capuron, 1972 - Madagascar
16. Chaetocarpus schomburgkianus (Kuntze) Pax & K.Hoffm., 1912 - Colombia, Venezuela, Guiana, tây bắc Brasil

## Hình ảnh

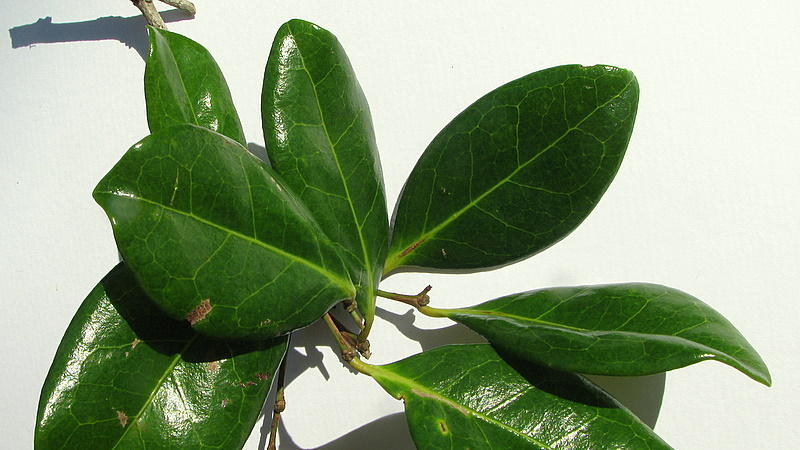